# Baró (Burgos)
Baró es un despoblado situado en la provincia de Burgos, comunidad autónoma de Castilla y León (España), comarca de Las Merindades, partido judicial de Villarcayo, ayuntamiento de Valle de Losa.

## Datos generales
Despoblado situado 3 km. al Este del ayuntamiento, situado en el paraje conocido como El Cañón, cruce de caminos, y a 8 km de Oteo, la que fue su capital de ayuntamiento en vida.
El caserío se halla en el fondo de un vallejo de Sierra Salvada, rodeado de lomas calizas descarnadas, siendo sus límites más próximos, por el norte, Los Llanos y Las Campas; por el sur monte de El Soto; por el este, el Castro de Villota, y por el oeste, la fuentecilla de El Convento.

## Accesos
Se accede por la carretera Trespaderne–Arceniega (BU-550), sobrepasando Quincoces de Yuso, en dirección al Puerto de Angulo, una pista sin asfaltar lleva a Baró. También por la antigua N-625 de Burgos a Bilbao: desde Berberana a Quincoces de Yuso (BU-552), saliendo a Villacián y continuando hasta Villota, donde debemos tomar otra pista sin asfaltar.

## Situación administrativa
Aldea de Entidad Local Menor Teza de Losa.

## Historia
Sin olvidar algunos yacimientos arqueológicos en cuevas y castros, pertenecientes a las edades del Bronce (Cueva del Rebollar) y del Hierro (castros de Robredo de Losa y Villota), ni tampoco el hecho de que esta comarca fuera significativamente romanizada (villas de San Martín de Losa y Salinas de Rosío, sus orígenes se remontan al siglo noveno, cuando el obispo Juan y el abad Paulo llevaron a cabo la repoblación. 
Existió un monasterio dúplice de la orden de hospitalarios que pasó a pertenecer al Monasterio de Santa María la Imperial de Obarenes en 1260.
Tal como recoge el Censo de Floridablanca de 1787, Quincoces tenía la categoría de Lugar sometido a jurisdicción de realengo con Regidor Pedáneo nombrado por la Junta de Oteo una de las siete que formaban la Merindad de Losa adscrita al Corregimiento de las Merindades de Castilla la Vieja, uno de los catorce partidos que formaban la Intendencia de Burgos durante el periodo comprendido entre 1785 y 1833.

## Restos de interés
Iglesia y casa.

## Últimos pobladores
Baró quedó vacío a principio de los años sesenta, que es cuando pasó a convertirse en una finca privada. Santiago Ungo fue el último turco que tuvo el pueblo, Vicente Cabañes el último a quien se dio tierra en el cementerio y Crisanta Abechuco protagonizó la última boda al contraer con el pastor de Villabasil. De todas maneras, en este lugar surgió un noble linaje que se extendió por otras regiones, principalmente por León, y entre quienes se destaca, entre otros, Ignacio de Baro y Guzmán

## La vida en los años cincuenta
Baró recibe con alegría la llegada de la primera luz eléctrica, la que distribuye la central de Puentelarrá, abandonando los lúgubres y humeantes candiles de petróleo y carburo. Pero los habitantes de Baró siguieron sin tener agua en las casas, nunca la tuvieron (siempre se surtieron de la fuente de una cueva), sin escuela (los 11 niños iban andando por montaraz camino a la de Villota), sin medios para salir del pueblo cuando las nevadas (se recuerdan aislamientos de hasta tres meses).

"« Aquella tristeza de recursos, solo paliada por el normal conformar de quien no ha conocido otra vida mejor, era amenizada todos los días por las campanas de la iglesia, cuando a las seis de la mañana tocaban para llevar los ganados a pacer: "¡Ya tocan a bueyes¡" es una expresión que todavía recuerdan bien quienes vivieron en este pueblo»."

## Fiestas
La fiesta patronal de Baró se celebraba el 22 de julio (La Magdalena); aquel día grande los turcos se regalaban en lo gastronómico con el tradicional puchero de garbanzos y con el menos típico guisado de oveja. De dicho puchero era costumbre servir también una ración a los pobres de solemnidad que desde otros lugares próximos se acercaban a la fiesta. Los bailes eran amenizados primero por gaita y tamboril, y ya en los últimos años con acordeón.

## Parroquia
Iglesia de Santa María dependiente de la parroquia de Quincoces de Yuso en el Arzobispado de Burgos, arciprestazgo de Medina de Pomar. 